# Cichliformes
Cichliformes es uno de los órdenes que integran la subserie de peces teleósteos Ovalentaria. Contiene 2 familias vivientes, cuyos integrantes habitan preponderantemente en ambientes templados a cálidos, en agua dulce como marinas, tanto del Viejo como del Nuevo Mundo, siendo algunos de ellos, habituales peces ornamentales de acuarios hogareños, mientras que otros son los peces más empleados en pisciculturas de regiones subtropicales y tropicales a nivel mundial, siendo su carne destinada a la alimentación humana.

## Generalidades

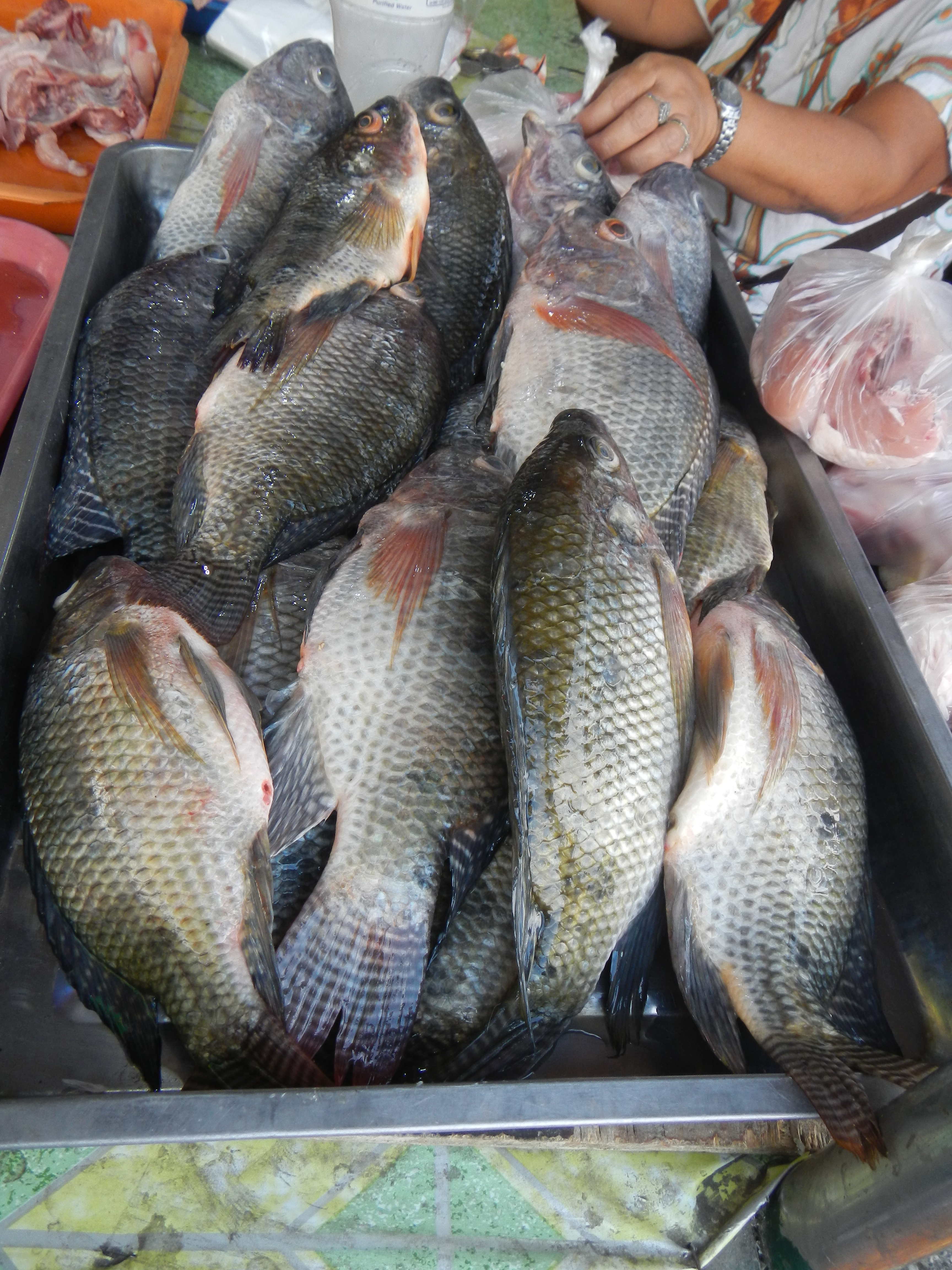
Tilapias destinadas a la alimentación humana.

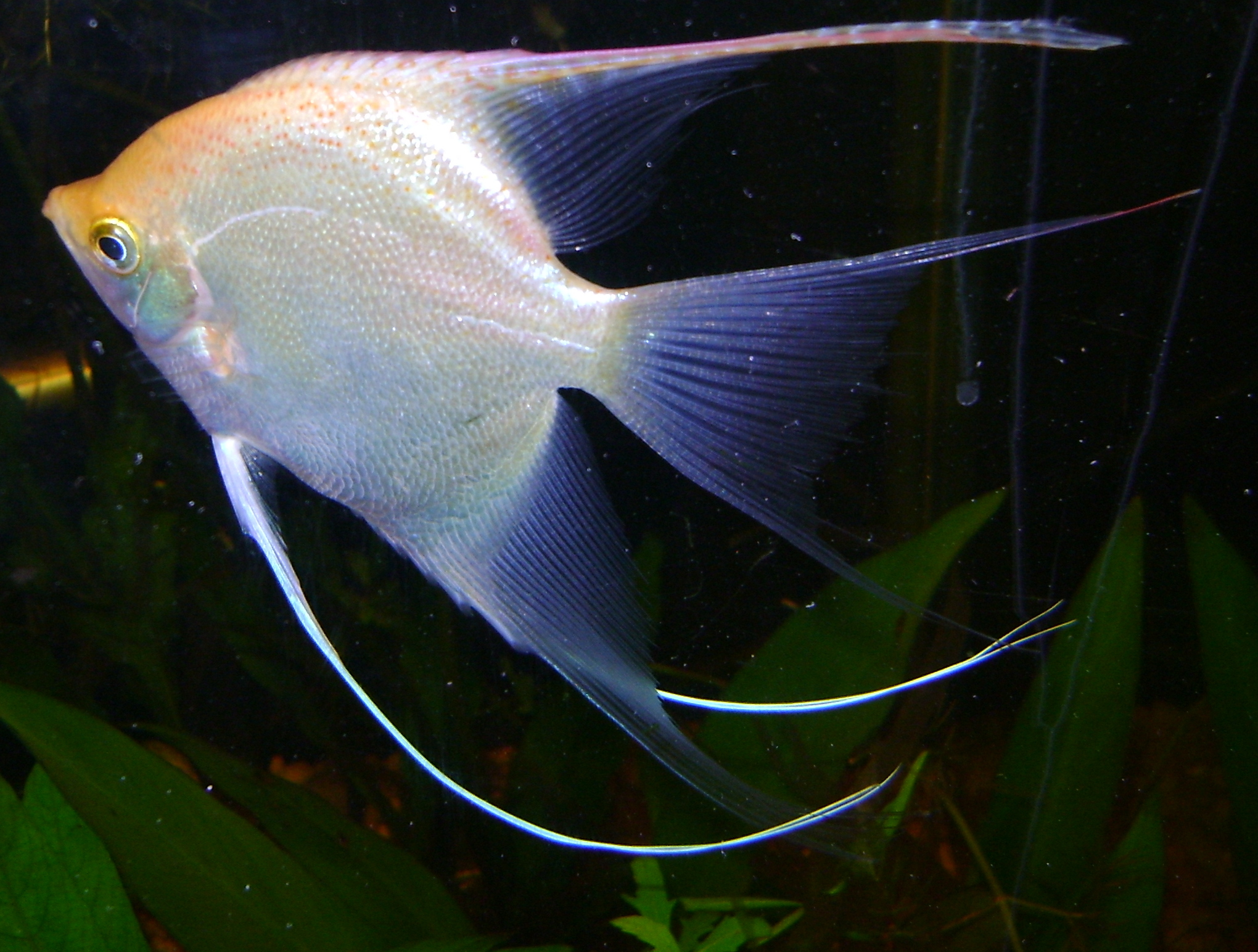
Escalar (Pterophyllum scalare), un habitual pez de acuario.

Las familias integrantes del orden Cichliformes fueron previamente clasificadas en el orden Perciformes.
Este orden está integrado por 2 familias de morfología bastante diferente, constituyéndose hermanas filogenéticas de un mismo taxón gracias al resultado de análisis de datos moleculares:
- Cichlidae Bonaparte, 1835 (Cíclidos)
- Pholidichthyidae Jordan, 1896 (Gobios convictos).

Pholidichthyidae es una familia pequeña, que consta de solo 2 especies agrupadas en un único género; los cíclidos, en cambio, son una de las familias de vertebrados más grandes con más de 202 géneros y 1726 especies. 

## Relación con el hombre
Muchos Cichliformes son habituales peces de compañía en acuarios hogareños, gracias a su particular comportamiento, bellos colores y extrañas formas.
Ejemplares de algunas especies de Cichliformes son producidos masivamente en emprendimientos piscícolas para ser destinados a la alimentación humana, siendo especialmente importantes varias especies de tilapias. Los escapes de estos peces generan graves problemas para los ecosistemas invadidos.